# Mieczysław Zylber
Mieczysław Zylber (ur. 30 lipca 1896, zm. 31 grudnia 1967) – pułkownik Wojska Polskiego.

## Życiorys
Urodził się 30 lipca 1896. Absolwent Szkoły Handlowej w Tomaszowie Mazowieckim z 1913. Podczas nauki działał w skautingu. Podjął studia na Politechnice Warszawskiej. Po wybuchu I wojny światowej wstąpił do Legionów Polskich. Służył w 1 pułku artylerii w składzie I Brygady. Po kryzysie przysięgowym był internowany w obozie w Szczypiornie.
Po odzyskaniu przez Polskę niepodległości został przyjęty do Wojska Polskiego. Brał udział w wojnie polsko-bolszewickiej jako dowódca plutonu w 2 pułku artylerii polowej. Został awansowany do stopnia porucznika artylerii ze starszeństwem z dniem 1 czerwca 1919. W 1923 był oficerem 2 pułku artylerii polowej Legionów w Kielcach. Następnie zweryfikowany w stopniu porucznika artylerii ze starszeństwem z dniem 1 lipca 1919 i lokatą 1 w 1924. W tym roku był oficerem 15 pułku artylerii polowej w Bydgoszczy. Ukończył kurs dowódców baterii w Toruniu i kurs oficerów sztabowych w Wyższej Szkole Wojennej w Warszawie. Został awansowany do stopnia kapitana artylerii ze starszeństwem z dniem 1 stycznia 1928. W 1928 był oficerem samodzielnego dywizjonu artylerii przeciwlotniczej nr 3 w strukturze 3 pułku artylerii ciężkiej w Wilnie. W 1932 był oficerem 1 pułku artylerii przeciwlotniczej w Warszawie. Od 1933 do 1934 był w kadrze naukowej Centrum Wyszkolenia Artylerii Przeciwlotniczej. W 1935 został awansowany do stopnia majora. Od 1935 do 1939 sprawował stanowisko dowódcy 7 dywizjonu artylerii przeciwlotniczej w Poznaniu.
Po wybuchu II wojny światowej brał udział w kampanii wrześniowej na stanowisku dowódcy 103 dywizjonu półstałego artylerii przeciwlotniczej i grupy artylerii przeciwlotniczej „Wschód", przydzielonych do Obrony Przeciwlotniczej Warszawy. Odniósł rany w obronie Warszawy. Został wzięty przez Niemców do niewoli w obozach XB, XA i VI B Dössel. U kresu wojny odzyskał wolność.
Powrócił do Polski i został oficerem ludowego Wojska Polskiego. Od 1945 do 26 lipca 1946 był dowódcą 88 pułku artylerii przeciwlotniczej. W grudniu 1945 mianowany podpułkownikiem. Został dowódcą artylerii dywizyjnej. Od końca 1947, obejmując stanowisko po gen. bryg. Stanisławie Grochoczyńskim, sprawował funkcję inspektora obrony przeciwlotniczej i równolegle był zastępcą Głównego Inspektora Artylerii. Awansowany do stopnia pułkownika. W 1951 zdegradowany i usunięty z armii, a w 1956 zrehabilitowany i przyjęty do WP.
Zmarł w 1967. Został pochowany na Cmentarzu Wojskowym na Powązkach w Warszawie (kwatera BII24-3-4).
Jego syn Andrzej był żołnierzem Polskich Sił Zbrojnych na Zachodzie, poległym podczas walk w Belgii w 1944.

## Odznaczenia i ordery
- Krzyż Niepodległości
- Krzyż Walecznych – dwukrotnie
- Złoty Krzyż Zasługi (1946)[13]